# 噂の二人
『噂の二人』（うわさのふたり、The Children's Hour）は1961年のアメリカ合衆国のドラマ映画。監督はウィリアム・ワイラー、主演はオードリー・ヘプバーン、シャーリー・マクレーン、ジェームズ・ガーナー。原作は1934年のリリアン・ヘルマンの戯曲『子供の時間』 。

## キャスト
| 役名                     | 俳優                     | 日本語吹替 |
| 役名                     | 俳優                     | NETテレビ版 |
| ------------------------ | ------------------------ | --- |
| カレン・ライト           | オードリー・ヘプバーン   | 池田昌子 |
| マーサ・ドビー           | シャーリー・マクレーン   | 武藤礼子 |
| ジョー・カーディン       | ジェームズ・ガーナー     | 福田豊土 |
| リリー・モーター         | ミリアム・ホプキンス     | 七尾伶子 |
| アメリア・ティルフォード | フェイ・ベインター       | 鈴木光枝 |
| メアリー・ティルフォード | カレン・バルキン         | 太田淑子 |
| ロザリー・ウェルズ       | ヴェロニカ・カートライト | |
| 不明 その他              |                          | 松尾佳子 栗葉子 増山江威子 杉山佳寿子 荘司美代子 恵比寿まさ子 渡辺典子 中島喜美栄 高村章子 吉沢久嘉 諏訪孝二 納谷六朗 |
|                          |                          | |
| 演出                     | 演出                     | 小林守夫 |
| 翻訳                     | 翻訳                     | 森田瑠美 |
| 効果                     |                          | |
| 調整                     |                          | |
| 制作                     | 制作                     | 東北新社 |
| 解説                     | 解説                     | 淀川長治 |
| 初回放送                 | 初回放送                 | 1969年11月16日 『日曜洋画劇場』                                                                                       |

## スタッフ
- 監督・製作：ウィリアム・ワイラー
- 製作補：ロバート・ワイラー
- 脚本：ジョン・マイケル・ヘイズ
- 原作：リリアン・ヘルマン
- 撮影：フランツ・プラナー
- 編集：ロバート・スウィンク
- 美術：フェルナンド・カレーレ
- セット・デコレーター：エドワード・G・ボイル
- 音楽：アレックス・ノース
- 衣装：ドロシー・ジーキンス

## ストーリー

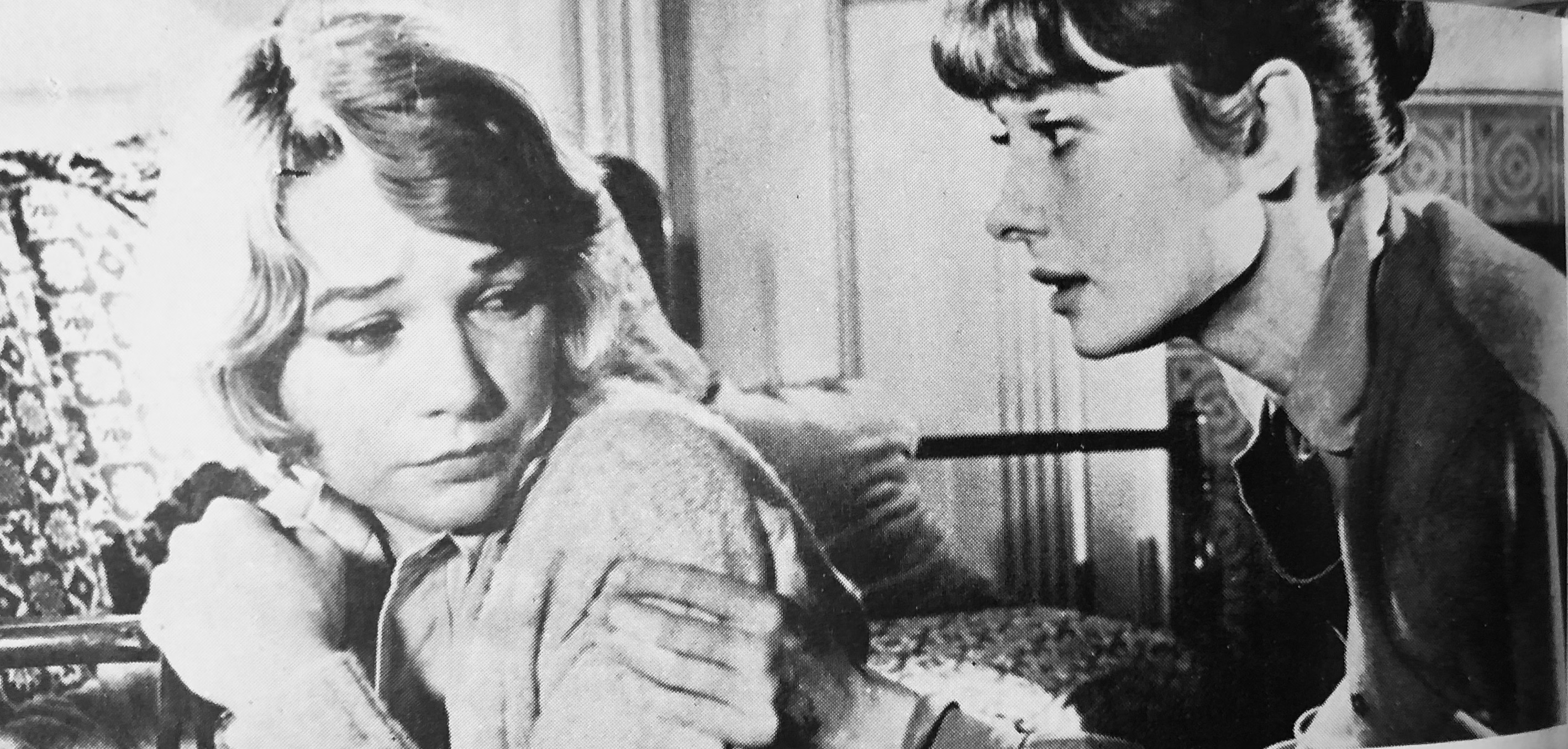
シャーリー・マクレーン、オードリー・ヘプバーン

17歳のときから親友同士のカレンとマーサは、今では共同で女学校を経営していた。カレンにはジョーという恋人がおり、2人はついに婚約した。しかし経営が軌道に乗りはじめた時期でもあり、マーサは嫉妬し、カレンと口論になる。さらに、わがままな生徒メアリーによって2人が同性愛関係にあるとの噂を流されたことから、平穏だった暮らしは次第に崩壊していく。

## 製作
- 監督のウィリアム・ワイラーは1936年に同じ原作を映画化している（邦題：『この三人』）[1]。前作は時代的な制約で、レズビアンを表に出すことは検閲当局に禁止され、同性愛の部分をカットして三角関係のドラマになっていた[1]。
- 原作者リリアン・ヘルマンは『この三人』と同じく脚本を書き始めたが、まもなく愛するダシール・ハメットの病気のためにこの仕事を降りた[2]。
- 監督ウィリアム・ワイラーは「前にこの映画を作った当時、世間はまだ受け入れる準備ができていなかったので、我々が望んだような形にするのは不可能だった。今はもうそういう時代ではない。」と語っている[2]。
- ワイラーとオットー・プレミンジャーは映画業界内の戦いに参加していた[3]。『スパルタカス』のトニー・カーティスに対する検閲に、ハリウッドのプロデューサーや監督から、これでは同性愛を堂々と描いている外国映画との競争に勝てないとの抗議の声が上がっていた[3]。『噂の二人』の共同制作者であるミリッシュ・カンパニーは「性的倒錯の禁止」に対して抗議した[4]。プレミンジャーは『野望の系列』をホモセクシュアルのエピソードに手を加えないまま映画化すると発表[4]。1961年10月3日、とうとうアメリカ映画協会が折れて「現代の文化、風習、価値観に合わせて、慎重・抑制を条件として、同性愛その他の性的逸脱を扱うことを認める」と規則を改正した[4]。『噂の二人』は性的規制改正後に映画協会のコード・シールを受けた最初の映画であった[4]。
- しかし製作中に配給会社のユナイテッド・アーティスツからレズビアンの要素を控えるように圧力がかかり、ワイラーがマーサのキャラクターが良くわかる短いシーンをカットして以降、シャーリー・マクレーンはワイラーに対して不満を抱くようになった[5]。

## エピソード
- 二人の教師が名誉毀損で訴訟を起こすが、その訴訟にどのようにして負けたかが描かれていた法廷シーンが撮影されていたが、公開前の編集でカットされた[6]。
- ミリアム・ホプキンスは『この三人』でマーサを演じている。カレンを演じたマール・オベロンにもティルフォード夫人の役がオファーされたが断っている[7][8]。代わりにフェイ・ベインターが演じ、アカデミー助演女優賞にノミネートされた[8]。
- 英国では “The Loudest Whisper”という別題名で公開された[9][10][11]。日本でもVHSやレーザーディスクでは英国版を元に商品化されていた。今でもAmazonなどで確認することができる。
- シャーリー・マクレーンは、ドキュメンタリー映画 『セルロイド・クローゼット』 の中で当時を振り返って、「本当なら、マーサは自分のために戦わなければならなかったのに…」と語り、自分自身も撮影当時は同性愛というものについて何も考えていなかったと語った。

## 受賞・ノミネート

### アカデミー賞
ノミネート
アカデミー助演女優賞：フェイ・ベインター
アカデミー撮影賞 (白黒部門)：フランツ・プラナー
アカデミー美術賞 (白黒部門)：フェルナンド・カレーレ、エドワード・G・ボイル
アカデミー衣装デザイン賞（白黒部門）：ドロシー・ジーキンス
アカデミー録音賞：ゴードン・ソーヤー

### ゴールデングローブ賞
ノミネート
ゴールデングローブ賞　監督賞：ウィリアム・ワイラー
ゴールデングローブ賞　主演女優賞：シャーリー・マクレーン
ゴールデングローブ賞　助演女優賞：フェイ・べインター

### 全米監督協会賞
ノミネート
長編映画監督賞：ウィリアム・ワイラー

### ローレル賞（en:Laurel Awards）
受賞
ゴールデンローレル賞主演女優賞（ドラマ部門）：シャーリー・マクレーン（第1位）
ゴールデンローレル賞助演女優賞：フェイ・べインター（第2位）
ノミネート
ゴールデンローレル賞主演女優賞（ドラマ部門）：オードリー・ヘプバーン（第4位）

### キネマ旬報ベスト・テン
1962年度　第9位